# Xã Marion, Quận Bowman, Bắc Dakota
Xã Marion (tiếng Anh: Marion Township) là một xã thuộc quận Bowman, tiểu bang Bắc Dakota, Hoa Kỳ. Năm 2010, dân số của xã này là 17 người.